# Elettrodialisi inversa
L'elettrodialisi inversa (in breve EDR) è un processo a membrana per la desalinizzazione dell'acqua di inversione dell'elettrodialisi che è stato utilizzato commercialmente dall'inizio degli anni '60. Una corrente elettrica fa migrare gli ioni salini disciolti, inclusi fluoruri, nitrati e solfati, attraverso un apparato costituito da strati alternati di membrane a scambio ionico cationico e anionico. Periodicamente (3-4 volte all'ora), la direzione del flusso di ioni viene invertita invertendo la polarità della corrente elettrica applicata agli elettrodi.

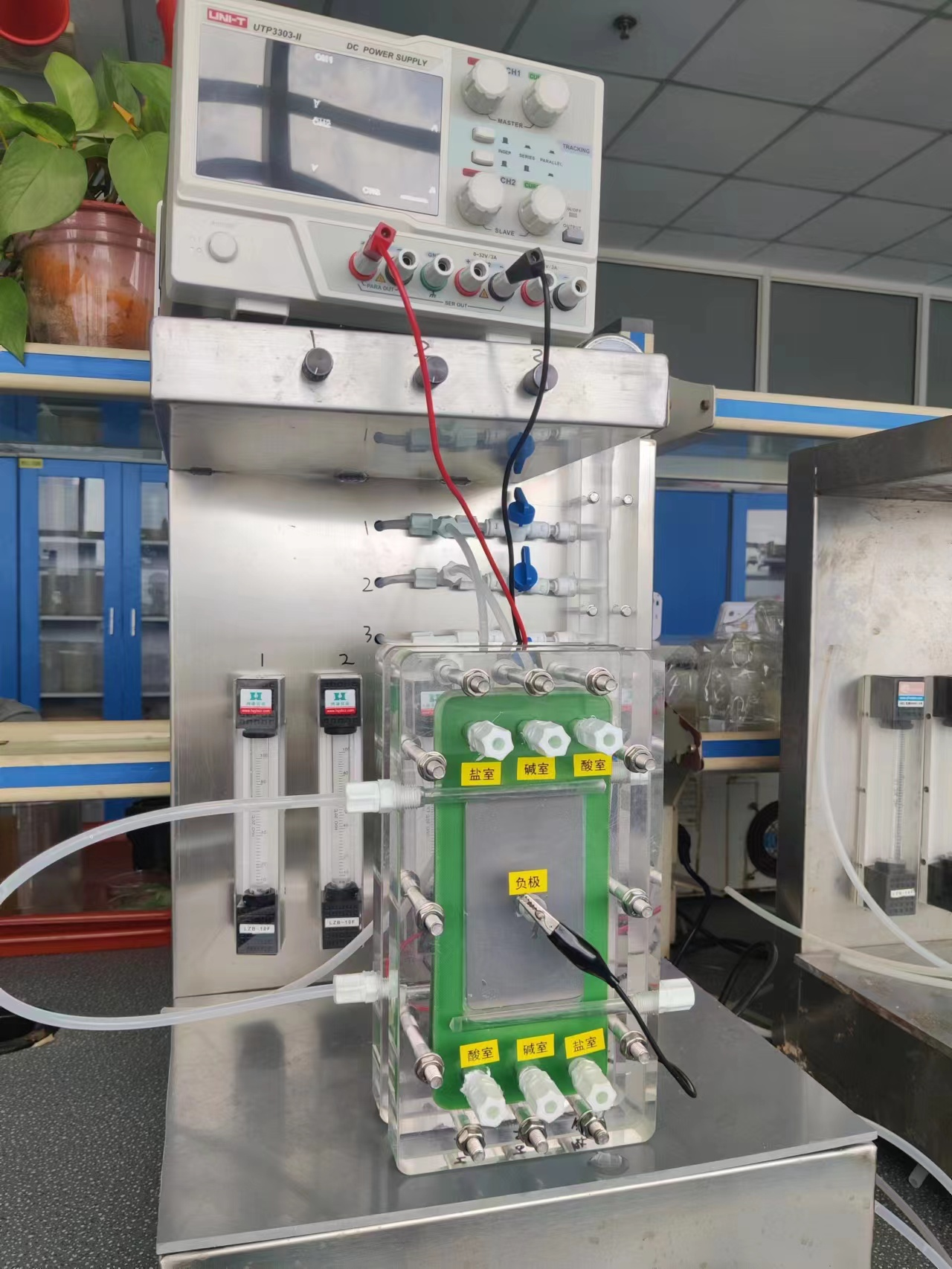
[https://www.desalt-electrodialysis.com/edr-test-equipment Apparecchiatura per test di elettrodialisi inversa (EDR).

L'inversione di corrente riduce l'ostruzione e blocco delle membrane, poiché i depositi di sale nella membrana si dissolvono quando il flusso di corrente viene invertito. L'elettrodialisi inversa provoca una piccola diminuzione della qualità del prodotto e richiede una maggiore complessità, poiché sono necessarie valvole reversibili per modificare la direzione del flusso dei liquidi, chiamati diluiti e concentrati. Tuttavia, questo sistema aumenta notevolmente la resistenza e durata delle membrane a scambio ionico e la pulizia automatica della membrana previene l'aumento della resistenza elettrica della membrana quando i depositi si accumulano nei suoi pori.
L'inversione di polarità dell'EDR espone alternativamente le superfici della membrana e i percorsi del flusso d'acqua a concentrarsi con una tendenza a precipitare le possibili incrostazioni ed è l'acqua desalinizzata stessa che tende a dissolvere le possibili incrostazioni. Ciò consente al processo di operare con flussi di concentrati supersaturi fino a limiti specifici senza aggiunta di sostanze e agenti chimici per prevenire la formazione di incrostazioni.